# Vito Bruschini
Vito Bruschini (* 1943 in Rom) ist ein italienischer Regisseur und Drehbuchautor sowie Journalist.

## Leben
Bruschini trat Ende der 1960er Jahre erstmals als Drehbuchautor in Erscheinung, verlegte sich jedoch dann auf die Regie und war Assistent bei etlichen Filmen des folgenden Jahrzehntes. 1978 inszenierte er seinen ersten und einzigen Spielfilm, einen der Wolfsblut-Filme der italienischen Filmindustrie. Danach war er für das Fernsehen tätig und lieferte Reportagen und Einspielfilme für zahlreiche Sendungen im kulturellen Bereich. Dann schrieb und produzierte er Lehr- und Wissensfilme für den Videomarkt, bis er sich 1995 dem Industriefilm zuwandte. Bruschini war auch Chefredakteur einiger Zeitschriften.
Im neuen Jahrtausend trat Bruschini auch als Autor in Erscheinung.

## Filmografie
- 1976: Die schwarze Nymphomanin (Gola profonda nera) (Drehbuch)
- 1978: Zanna Bianca e il grande Kid

## Buch
2009: The Father. Il padrino dei padrini, Newton Compton Editori (Roman)